# Bathippus shelfordi
Bathippus shelfordi là một loài nhện trong họ Salticidae.
Loài này thuộc chi Bathippus. Bathippus shelfordi được Elizabeth Maria Gifford Peckham & George William Peckham miêu tả năm 1907.